# Gervais Henrie

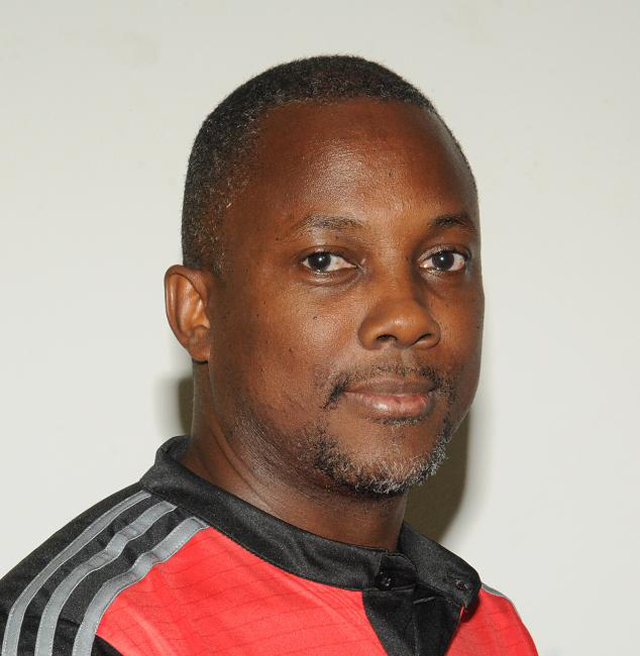
Gervais Henrie (2014)

Gervais Henrie (* 12. Januar 1972) ist ein seychellischer Journalist und Politiker der Seychelles National Party (SNP) und später der Linyon Demokratik Seselwa (LDS), der unter anderem Mitglied sowie seit 2020 stellvertretender Sprecher der Nationalversammlung ist.

## Leben
Gervais Henrie begann seine Tätigkeit als Journalist beim nationalen Rundfunkveranstalter Seychelles Broadcasting Corporation (SBC), bei dem er 15 Jahre lang als Journalist, Radioproduzent und Fernsehmoderator arbeitete. Er war im Radio-, Fernseh-, Print- und Online-Journalismus tätig und auch Korrespondent der an der Rhodes-Universität ansässigen südafrikanischen Nachrichten- und Presseagentur Highway Africa News Agency. Er spezialisierte sich auf IKT-Berichterstattung und gründete im September 2011 die politische Wochenzeitung Le Seychellois Hebdo. 
Bei der Parlamentswahl am 10. /12. Mai 2007 wurde er für die oppositionelle Nationalpartei SNP (Seychelles National Party) erstmals zum Mitglied der Nationalversammlung gewählt und gehörte dieser zunächst in der vierten Legislaturperiode bis 2011 an. 2014 wurde er erster Vorsitzender der neu gegründeten Verbandes der Medienpraktiker der Seychellen AMPS (Association of Media Practitioners Seychelles’).
Bei der Parlamentswahl am 8. /10. September 2016 wurde er für die oppositionelle Demokratische Allianz/Union der Seychellen LDS (Linyon Demokratik Seselwa) im Wahlkreis „Mont Buxton“ wieder zum Mitglied der Nationalversammlung gewählt und gehört dieser nach seiner Wiederwahl bei der Parlamentswahl am 20. /22. Oktober 2020 seither in der sechsten und siebten Legislaturperiode an. Nach der Wahl 2020 wurde er stellvertretender Sprecher der Nationalversammlung und damit Stellvertreter von Parlamentspräsident Roger Mancienne. Zugleich ist er auch Vorsitzender des Geschäftsordnungsausschusses (Standing Orders Committee) und Mitglied des Ausschusses für Gesetzesentwürfe (Scrutiny of Bills Committee). Des Weiteren vertritt er die Nationalversammlung als Mitglied in der Commonwealth Parliamentary Association (CPA), die Gesellschaft der Parlamente der Mitgliedsstaaten des Commonwealth of Nations.

## Weblink
- Hon. Gervais Henrie. In: Homepage der Nationalversammlung. Abgerufen am 16. Dezember 2024 (englisch).